# براندون ستيوارت
براندون ستيوارت (بالإنجليزية: Brandon Stewart)‏ هو لاعب كرة القدم الكندية أمريكي، ولد في 16 مايو 1986 في سياتل في الولايات المتحدة.